# 廬山寺通
廬山寺通（ろざんじどおり）は、京都市内の東西の通りの一つ。盧山寺通、蘆山寺通、芦山寺通とも表記される。東は大宮通から西は北区平野の木辻通まで。全長は約2km。
名称は豊臣秀吉の京都改造により寺町通広小路上るに移転した廬山寺（廬山天台講寺）の旧地近くを通ることから。
近世初期までに、大宮通から千本通までの、西陣地区の東西の通りとして成立し、昭和初期の都市計画により寺之内通につながる紙屋川以西の道路を拡築して取り込んだ。千本通から紙屋川までの間も都市計画道路が予定されるが、それとはやや北に位置する既存の東西街路もこの通りに含んで言うことがある。
通りの大半が一方通行の狭い道路で住宅街を通るが、紙屋川から木辻通の間は2車線で、西大路通から木辻通の間は京都市バスも運行される。
この通りの一筋南にある、大宮通から称念寺までの東西の通りは、今宮祭の剣鉾を出す町が並ぶことから、通称鉾参通と呼ばれる。

## 歴史
応仁・文明の乱後、離散した織工の帰参を受け入れた西陣地区が、17世紀初頭にかけて大宮通を中心に北および西に伸張していくことになり、西方向に延びる街区の骨格となる東西の街路の一つとなった。
近世初期の「洛中絵図」において、すでに大宮通から千本通に達する様子が描かれ、宝暦12年（1762年）刊の『京町鑑』にも「大宮より西ハ千本まで」と記されており、近世にわたって、智恵光院通以西における洛中の最北部を通る東西の通りとして、西陣地区の骨格をなした。
紙屋川以西は寺之内通の一部であったが、昭和3年（1928年）に改称・編入され、西大路通の整備と併せて行われた土地区画整理事業（西第三土地区画整理施行地区）により整備された。
千本通以西の柏野学区を通る部分に、上記の通り名の改称と合わせて千本通と紙屋川との間をつなぐ都市計画道路が設定された。昭和初期の都市計画図に予定線が記載されているが、現在に至るまで実現に至っていない。

## 沿道の主な施設
- 引接寺（千本ゑんま堂）　千本通
- 敷地神社（わら天神）（ただし廬山寺通の一筋北に面している）